# Станина
Станина — основная, как правило, неподвижная часть изделия (машины, механизма, и так далее), на которой размещаются и по которой перемещаются остальные её узлы и механизмы.
Станина воспринимает усилия от узлов и деталей изделия (машины, и так далее). Обычно закрепляется на фундаменте.

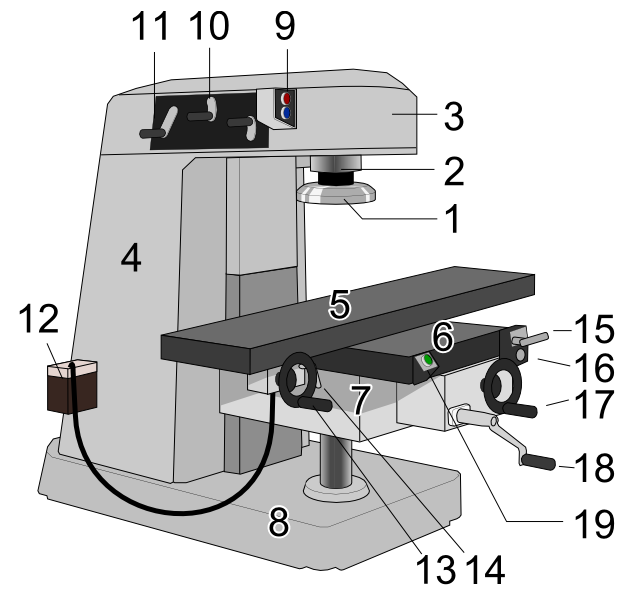
Станина, указана цифрой 4, фундамент — 8, на схеме вертикально-фрезерного станка.

## Станина изделия (механизма, машины, станка, пресса и так далее)
Для перемещения узлов станка на станине имеются направляющие. Станину изготавливают из чугуна методом литья или сваривают (реже) из низкоуглеродистых сталей. Сварные станины более легкие при той же жесткости. Станина отлитая из чугуна образует остаточное напряжение которое приводит короблению станины и нарушению точности станка. Она имеет сложную, иногда коробчатую форму, с перегородками, ребрами и окнами; крупные станины делают составными. Наиболее типичными являются станины металлорежущих станков и прессов. При обработке особо тяжёлых изделий станина станка перемещается по направляющим, а изделие неподвижно.

## Станина в артиллерии

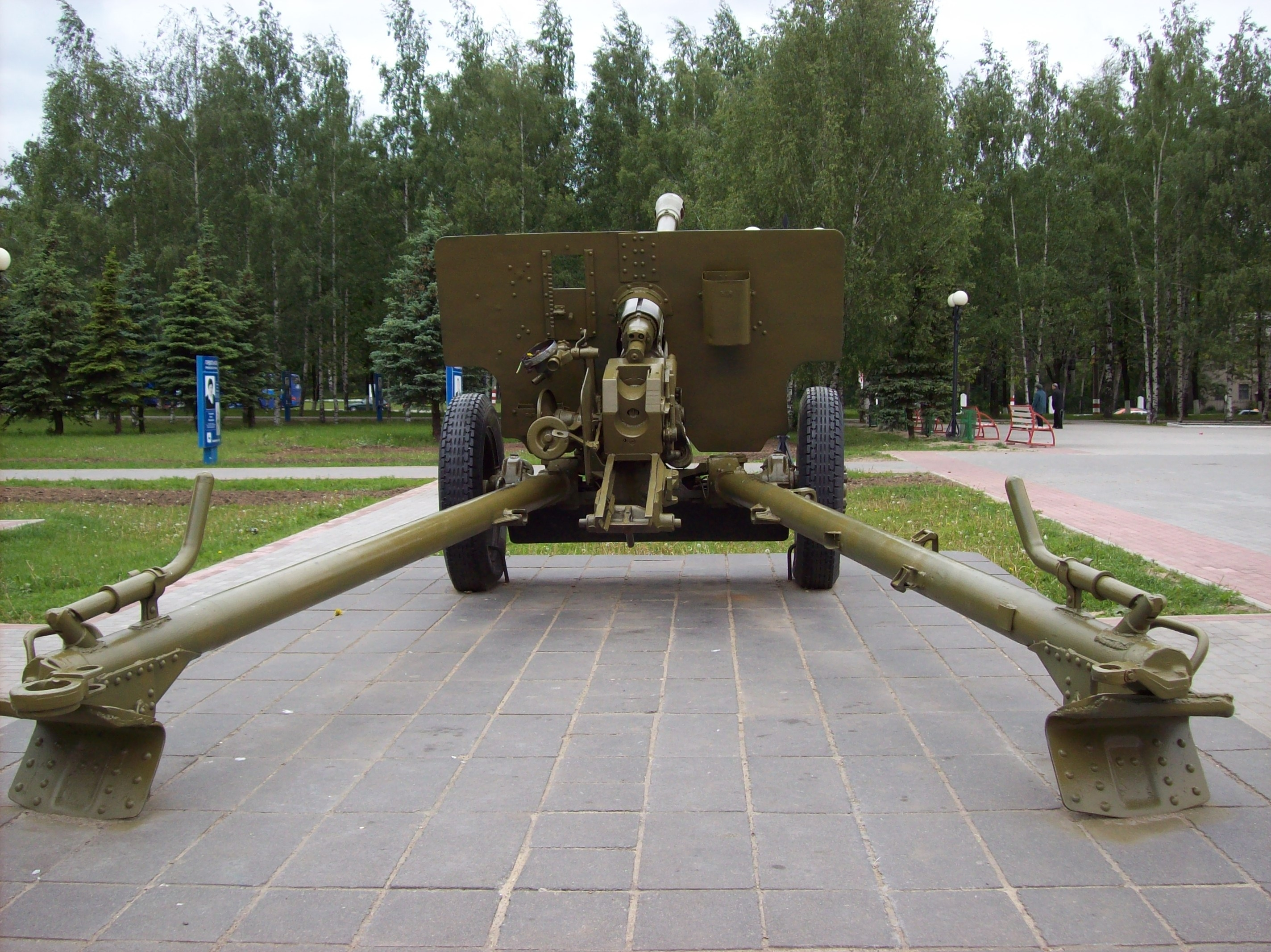
Вид сзади на ЗИС-3, раздвинутые станины по бокам изображения.

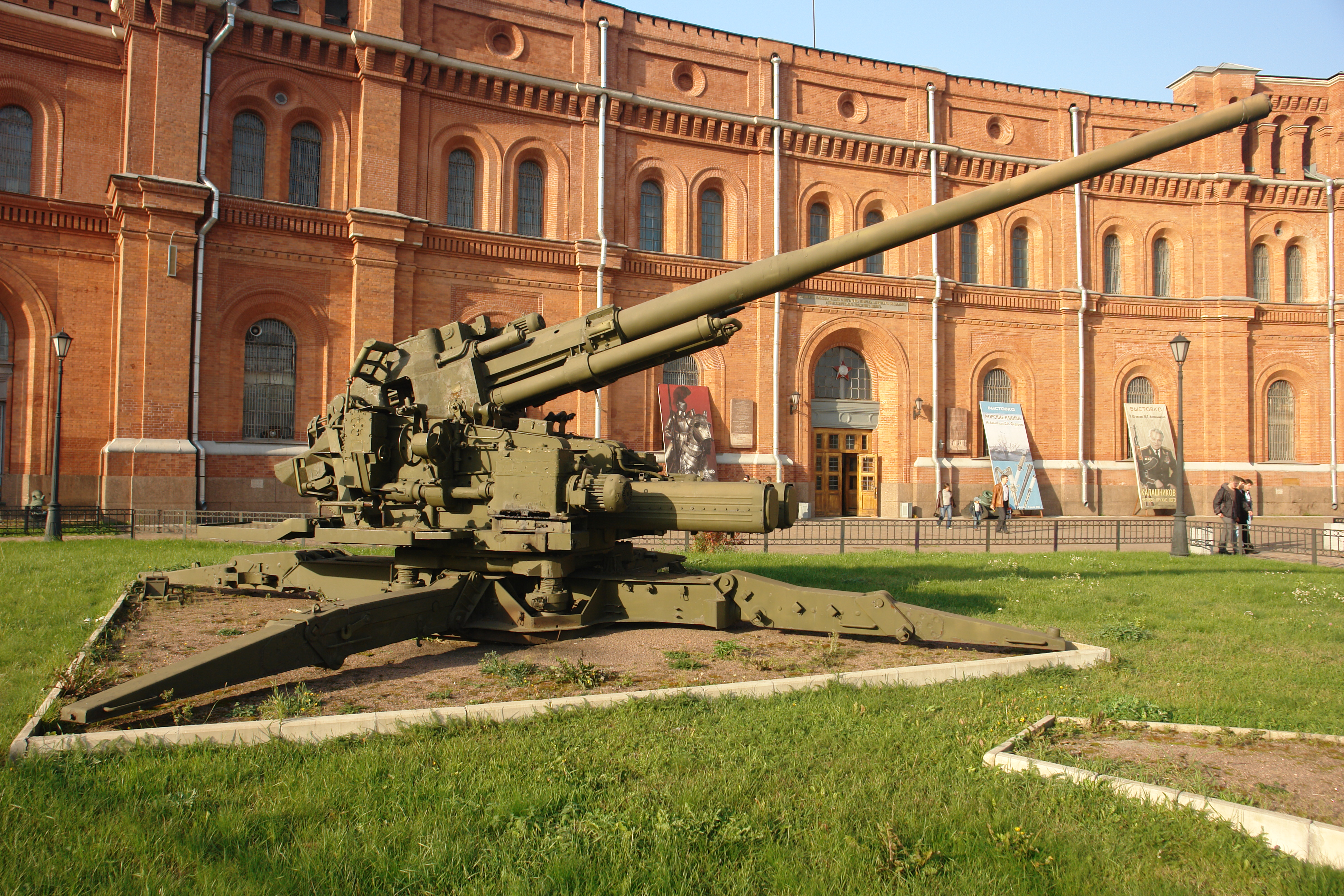
У зенитной пушки КС-30 четыре станины, из которых видны три.

Стани́на — часть лафета, предназначенная для связи узлов станка и передачи усилий, возникающих при выстреле, на поверхность на которой установлено орудие.
В зависимости от типа артиллерийского орудия лафет может иметь до четырёх станин. В походном положении станины жёстко связаны, а в боевом — раздвигаются, обеспечивая орудию устойчивость при ориентации на необходимые горизонтальные углы обстрела. В двухстанинном лафете связь станин с грунтом обычно осуществляется через сошники.
Лафеты с четырьмя станинами используются чаще всего в орудиях с круговым обстрелом, в основном, в зенитной артиллерии.